# 506年
| 千纪： | 1千纪                                                                                                  |
| 世纪： | 5世纪 \| 6世纪 \| 7世纪                                                                                |
| 年代： | 470年代 \| 480年代 \| 490年代 \| 500年代 \| 510年代 \| 520年代 \| 530年代                              |
| 年份： | 501年 \| 502年 \| 503年 \| 504年 \| 505年 \| 506年 \| 507年 \| 508年 \| 509年 \| 510年 \| 511年        |
| 纪年： | 丙戌年（狗年）；北魏正始三年；柔然始平元年；南朝梁天监五年；高昌承平五年；呂苟兒建明元年；陈瞻圣明元年 |

## 大事记
- 西哥特第八任国王亚拉里克二世公布《亚拉里克法律要略》。

## 出生
- 章要兒，南朝陳武帝陳霸先皇后。